# MIDNIGHT ON THE PLANET
DoCoMo MIDNIGHT ON THE PLANET（ドコモ・ミッドナイト・オン・ザ・プラネット）は、2006年4月7日から2007年6月29日までJ-WAVEで放送されていたラジオ番組。ナビゲーターは斉木しげる。

## 放送時間
- 金曜 24:00-24:30(日付上では土曜0:00-0:30)

## 内容
斉木しげる自身がタクシードライバーという設定のラジオドラマである。